# زنگیو
زنگیو (به ژاپنی: 禅暁); زمان تولد نامشخص – ۱۷ مهٔ ۱۲۲۰) چهارمین پسرِ دومین شوگون از شوگون‌سالاری کاماکورا، میناموتو نو یوری‌ایه اهل ژاپن بود. مادر وی با برادرش ایجیتسو یکسان بود اما با مادر دو برادر دیگرش میناموتو نو ایچیمان همچنین خواهرش تاکه نو گوشو (واکاسا نو تسوبونه) و کوگیو (راهب) (تسوجی دونو) یکسان نبود.
وی در سال ۱۲۲۰ میلادی به ظن حمایت از برادرش ایجیتسو (مرگ ۱۲۱۵) که قصد شورش علیه خاندان هوجو را داشت به قتل رسید.
پس از ترور پدرش میناموتو نو یوری‌ایه در سال ۱۲۰۴، او راهب شد و وارد معبد نینا جی شد. مادرش (دختر ماساهیرو ایپینفوسا) دوباره با میئورا تانه‌یوشی ازدواج کرد.
در روز سال نو، ۱۲۱۹، او متهم به همدستی در قتل عمویش، میناموتو نو سانه‌تومو توسط برادر ناتنی خود، کوگیو (راهب)  شد. در ۲۶ فوریه همان سال، یوکیمیتسو نیکایدو، یک پیام رسان از کاماکورا، وارد کیوتو شد تا از شوگون بعدی درخواست کند که به سمت شرق حرکت کند، و در ۵ فوریه به همراه زنگیو از کیوتو خارج شد. یک سال و دو ماه بعد در ۱۴ آوریل ۱۲۲۰ در منطقه هیگاشیاما در کیوتو کشته شد. سن مرگ بین ۱۷ تا ۱۹ سال تخمین زده می‌شود.
مشخص نیست که در طول یک سال و دو ماه چه اتفاقی افتاده است، اما برخی از نظریه‌ها حدس می‌زنند که شوهر مادرش، میئورا تانه‌یوشی، در تلاش برای نجات جان زنگیو بوده است. پس از این واقعه، میئورا تانه‌یوشی به عضویت طرف کیوتو درآمد و در جریان جنگ جوکیو با ارتش شوگون جنگید و در نتیجه با برادر بزرگترش میئورا یوشیمورا دشمن شد. به همین دلیل، برخی از محققان معتقدند که درمان زنگیو عامل انشعاب خاندان میئورا بوده است.
با مرگ زنگیو، همه فرزندان پسر یوری‌ایه مردند و در این مرحله، خواهر ناتنی او، تاکه نو گوشو، تنها بازمانده در میان فرزندان یوری‌ایه بود، اما تاکه نو گوشو نیز در سال ۱۲۳۴ درگذشت. با مرگ او، نوادگان پدربزرگش، میناموتو نو یوریتومو و مادربزرگش، هوجو ماساکو کاملاً منقرض شدند.